# Aleksandr Morozow

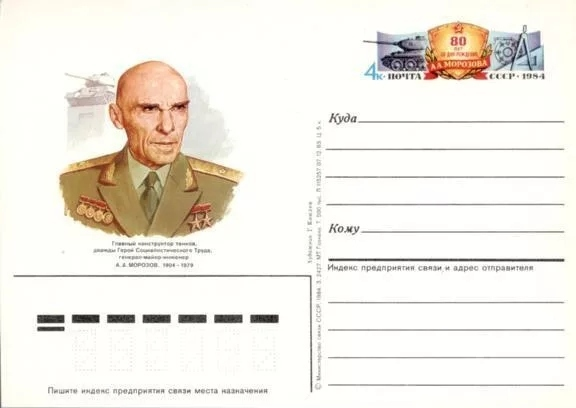
Pocztówka z wizerunkiem Aleksandra Morozowa

Aleksandr Aleksandrowicz Morozow (ros. Александр Александрович Морозов, ur. 16 października?/29 października 1904 w mieście Bieżyca (obecnie część Briańska), zm. 14 czerwca 1979 w Charkowie) – radziecki konstruktor czołgów, dwukrotny Bohater Pracy Socjalistycznej (1943 i 1974).

## Życiorys
Od 1914 mieszkał w Charkowie, gdzie skończył 5 klas szkoły realnej, od marca 1919 pracował w charkowskiej fabryce parowozów, 1926–1928 odbywał służbę wojskową w Kijowskim Okręgu Wojskowym. Od października 1928 pracował jako konstruktor w biurze konstruktorskim charkowskiej fabryki parowozów, w 1931 ukończył technikum budowy maszyn w Charkowie i został kierownikiem grupy w biurze konstruktorskim, 1936–1938 kierował w nim sektorem nowych projektów, a w 1938 został zastępcą szefa tego biura, następnie szefem i zastępcą głównego konstruktora. W 1930 brał udział w skonstruowaniu czołgu T-24, w 1931 czołgu BT-2, w 1932 – BT-5, w 1935 – BT-7, a w 1939 – BT-7M. W październiku 1940 został głównym konstruktorem charkowskiej fabryki parowozów, która w 1941 została ewakuowana do Niżnego Tagiłu, od października 1941 do listopada 1951 był głównym konstruktorem biura konstruktorskiego (KB) Uralskiej Fabryki Czołgów, kierował budową czołgu T-34, a także T-44 (1945) i T-54 (1946). Od listopada 1951 do maja 1976 był głównym konstruktorem Charkowskiego KB przy Charkowskiej Fabryce Maszyn im. Małyszewa i jednocześnie 1966–1976 szefem tego KB; pod jego kierunkiem powstały czołgi T-64 (1963) i T-64A. Następnie był konsultantem Charkowskiego KB i członkiem Rady Naukowo-Technicznej Ministerstwa Przemysłu Obronnego ZSRR. W 1945 otrzymał stopień generała majora służby inżynieryjno-czołgowej, a w 1972 tytuł doktora nauk technicznych. Był deputowanym do Rady Najwyższej ZSRR 5 kadencji (1958–1962).

## Odznaczenia i nagrody
- Medal Sierp i Młot Bohatera Pracy Socjalistycznej (dwukrotnie – 20 stycznia 1943[1] i 25 października 1974)
- Order Lenina (trzykrotnie – 5 czerwca 1942, 20 stycznia 1943 i 25 października 1974)
- Order Rewolucji Październikowej (26 kwietnia 1971)
- Order Kutuzowa I klasy (16 września 1945)
- Order Suworowa II klasy (19 kwietnia 1945)
- Order Czerwonego Sztandaru Pracy (trzykrotnie – 19 września 1941, 1 listopada 1954 i 29 października 1964)
- Order Czerwonej Gwiazdy (5 sierpnia 1944)
- Nagroda Leninowska (1967)
- Nagroda Stalinowska I klasy (dwukrotnie – 1942 i 1946)
- Nagroda Stalinowska II klasy (1948)

I medale.